# Goniothalamus dolichopetalus
Goniothalamus dolichopetalus là loài thực vật có hoa thuộc họ Na. Loài này được Merr. mô tả khoa học đầu tiên năm 1908.